# کامناسکیرس سوم
کامناسکیرس سوم (همچنین با نوشتار کاماشکیری سوم) پادشاه الیمایی از ۸۲/۱ قبل از میلاد تا ۷۵ پیش از میلاد بود.  الیمایی از سال ۱۲۴ پیش از میلاد تحت کنترل کامل اشکانیان بود.  با این حال، در ۸۱/۸۰ پیش از میلاد، سکه‌هایی از کامناسکیرس سوم و همسرش آنزازه بدست آمده که نشان می‌دهد این پادشاهی مجدداً قدرت خود را بدست آورده است.  بر اساس منابع بابلی، پادشاه معاصر اشکانی، ارد یکم (حک. 80–75)، در سال ۷۸ قبل از میلاد به الیمائی لشکرکشی کرده و در آنجا کامناسکیرس سوم را شکست داد.  با این حال، کامناسکیرس سوم برکنار نشد و بعد از شکست به عنوان یک دست نشانده اشکانی به حکومت پادشاهی خود ادامه داد.  جانشین کامناسکیرس سوم ناشناخته است، با این حال، مشخص است که کامناسکیرس چهارم از سال ۶۲/۱ قبل از میلاد بر الیمایی حکومت می‌کرد.   
سکه‌شناسی
بر روی سکه تترادراخمای بدست آمده از کامناسکیرس سوم نیمرخ سمت چپ او و ملکه آنزازه تصویر شده است و در پشت سر آنها لنگر سلوکی (نشان حکومت الیمائی) قرار دارد. در پشت سکه کلماتی با حروف یونانی در اطراف نگاره زئوس دیده می‌شود که به ترتیب زیر است:
IΛCIΛEΩC KΛMNΛIKIPOY KΛI IΛIIΛIICHC ANZAZH BAΣIΛEΩΣ KAMNΣKIROY KAI BAΣIΛIΣΣHΣ ANZAZHΣ
در نگاره زئوس، او بر روی صندلی به سمت راست نشسته، عصایی در دست دارد و در حال دریافت تاج حکومتی از الهه نیکه است. در پشت او کلمه MAKEΔΩN نوشته شده و در قسمت پایین سکه تاریخ ضرب سکه به صورت ΓAΣ ضرب شده است که سال ۲۳۳ سلوکی مقارن با ۸۴/۸۵ پیش از میلاد است. این سکه ضرب سلوکیه در کنار رود جراحی است.